# Louis Crussard
Jules Louis Crussard, né le 10 juin 1876 à Neufchâteau (Vosges) et décédé le 2 janvier 1959 à Paris 16e, est un ingénieur spécialisé en techniques minières, qui a été professeur à l'École nationale supérieure des mines de Saint-Étienne, cofondateur de l'École nationale supérieure des mines de Nancy, vice-président du Conseil général des mines, président des Mines de potasse d'Alsace.

## Biographie

### Jeunesse et formation
Petit-fils d'un directeur de collège bénévole, fils d'un médecin de campagne pauvre, Louis Crussard a bénéficié de bourses d'études dans sa scolarité. En 1895, il entre major à Polytechnique (sur 222 élèves admis), sort également major, entre en 1898 comme élève-ingénieur du corps des mines à l'École nationale supérieure des mines de Paris et en sort en 1901.

### Professeur à l'École des mines de Saint-Étienne
De 1901 à 1919, il est professeur à l'École nationale supérieure des mines de Saint-Étienne où il se lie d'amitié avec le directeur Georges Friedel, de religion protestante comme Crussard. Il épouse en 1909 Anne Marguerite Friedel, fille de Georges, qui lui donne trois fils, qui feront tous l'École polytechnique comme leur père. L'un d'eux, Charles Crussard, entrera au corps des mines comme son père.

### Rôle pendant la première guerre mondiale
Il est promu ingénieur en chef des mines en 1914 et commandant dans l'Armée où il est mobilisé.
L'éminent métallurgiste René Perrin, membre de l'Académie des sciences, a travaillé avec Crussard de 1916 à 1918 lorsque Crussard était contrôleur des fabrications des fabrications Schneider d'artillerie lourde. Il a décrit le travail considérable accompli par Crussard pour faire monter en cadence et en qualité la fabrication de ces armements.

### Fondation de l'École des mines de Nancy
En 1918, l'Alsace est libérée. Georges Friedel va alors quitter Saint-Étienne pour aller à Strasbourg. Par ailleurs, Friedel connaît bien Nancy pour y avoir présidé à partir de 1913 la société d'édition Berger-Levrault. Il introduit Crussard auprès de Paul Petit, chimiste et doyen de la faculté des sciences de Nancy. Crussard et Petit se mettent d'accord pour créer une école d'ingénieurs au sein de l'Université de Nancy, conformément aux besoins exprimés par les industriels de la métallurgie et de la mine en Lorraine. Petit sera directeur de l'École et patron du laboratoire de chimie, et s'occupera des relations académiques de l'École. Crussard s'occupera des relations de l'École avec le corps des mines, ainsi qu'avec les industriels, et il sera en même temps directeur des études.
Crussard est officiellement directeur technique des Mines Nancy de 1921 à 1936, mais sa tâche est de réellement diriger l'école. Il en fait une grande école de tout premier plan. En 1929, lorsqu'il reçoit le grade d'inspecteur général des mines, il reçoit une dérogation spéciale pour poursuivre son œuvre à Nancy. Pendant ce temps, il a permis à ses deux fils jumeaux, Jean et François (nés le 19 février 1911 à Saint-Étienne), de fréquenter Schule am Meer, un internat prusse pour l'éducation nouvelle, sur l'île de Juist en mer du Nord. Ce n'est qu'en 1937 qu'il est obligé de résider à Paris, et il reçoit alors le titre honorifique de directeur honoraire de l'école, et devient vice-président du conseil d'administration de l'École. L'École attribue aussi le nom de "Crussard" à l'un de ses amphithéâtres.
Par ailleurs, il est nommé chef de l'arrondissement minéralogique de Nancy le 1er octobre 1919, et il dirige cet important service territorial de l'État en parallèle avec ses fonctions à l'École des mines.

### Fonctions aux Mines de potasse d'Alsace
Les activités de Louis Crussard auprès des MDPA commencent en 1921. Il y est ingénieur-conseil à partir de 1924.
Il est chargé le 22 novembre 1938 de la présidence des MDPA. Après le décès du directeur général des MDPA le 10 août 1940, il cumule la présidence et la fonction de directeur général de l'entreprise publique.
Il est mis officiellement à la retraite lorsqu'il atteint la limite d'âge le 10 juin 1941, mais continue à remplir différentes fonctions après cette date. Il n'arrête ses fonctions officielles aux MDPA qu'en 1944, et conserve des fonctions d'ingénieur-conseil auprès de l'entreprise jusqu'à sa mort en 1959.

### Autres fonctions
En 1936, il est chargé de présider la Commission du grisou, un organe essentiel dans la sécurisation de l'exploitation des mines de charbon après les grandes catastrophes minières.
Il préside de 1936 à 1939 une commission d'études sur l'obtention de carburants d'aviation par hydrogénation de combustibles solides.
À partir de juin 1940, il préside le Comité d'organisation des Houillères, avec comme mission de faire en sorte que les mines françaises de charbon ne soient pas saccagées par l'occupant allemand comme ce fut le cas à la fin de la Première Guerre mondiale.
Déjà retraité, il est nommé patron du Corps des mines (vice-président du Conseil général des mines) en juin 1941 pour une période de 2 ans.
Dans la dernière période de son activité, entre 1945 et 1954, il fait de nombreux voyages au Maroc, au Portugal, au Sénégal, en Guinée, en Israël, en qualité d'ingénieur-conseil pour des activités minières. Après 1954, il souffre d'un cancer.
Une rue de Verneuil-en-Halatte s'appelle rue Crussard.

## Distinctions
- Officier de la Légion d'honneur (1929)[6]